# ウェスト＝イースタン・ディヴァン管弦楽団
ウェスト＝イースタン・ディヴァン管弦楽団（West-Eastern Divan Orchestra）は、1999年にユダヤ系指揮者ダニエル・バレンボイムとパレスチナ系文学者のエドワード・サイードにより設立されたオーケストラである。

## 概要
楽団の名称はゲーテの著作『西東詩集』（West-östlicher Divan）から命名された。団員は対立を続けるイスラエルとヨルダン・レバノン・シリアなどのアラブ諸国出身の若き音楽家達である。
第1回は1999年のゲーテ生誕250年の記念日、ドイツのワイマールで開催され、バレンボイムやサイードの他にヨーヨー・マが参加した。アラビア語とペルシア語の文献を見出したゲーテの『西東詩集』にならい、イスラエルとアラブの音楽家が集まって一つのオーケストラで演奏するというアイデアだった。曲目はベートーヴェンの交響曲第7番で、午前と午後にオーケストラのリハーサルを行い、夜にディスカッションを行なうという形式をとり、室内楽やマスタークラスのレッスンもあった。当時の模様は、バレンボイムとサイードの対談集『音楽と社会』にも詳しい。その後は、毎年夏にスペインのアンダルシアで合宿し、ワークショップと演奏会のツアーを行なっている。この活動に対して、バレンボイムとサイードは2002年にスペイン王室よりアストゥリアス皇太子賞を授与された。
サイードは2003年に死去したが、その理念「共存への架け橋」を掲げて現在もバレンボイムを指導者として音楽活動を続けている。2005年にはパレスチナ自治区ラマラにて厳戒態勢での中、演奏会を実施し、大きな感動を呼び起こした。2007年には、高松宮殿下記念世界文化賞の若手芸術家奨励制度に選ばれた。2018年のアメリカ合衆国でのコンサートでは、ドナルド・トランプ政権の入国禁止令の影響で公演危ぶまれたが、禁止令の適用が免除されて実現した。
レコーディングは、ワーナー・クラシックス・レーベルよりコンサートライブのCDやDVDが出ている。